# Wolfgang Smith
Wolfgang Smith (Viena, 18 de febrero de 1930-19 de julio de 2024) fue un matemático, físico, filósofo de la ciencia, metafísico y católico austríaco, miembro de la escuela tradicionalista. Ha escrito ampliamente en el campo de la geometría diferencial, como crítico del cientificismo y proponente de una nueva interpretación de la mecánica cuántica de fuerte base en la ontología medieval y en el realismo.  
The End of Quantum Reality, película documental sobre su vida y pensamiento, se estrenó en una sala de cine nacional limitada en los Estados Unidos a principios del 2020.

## Biografía
Se graduó en 1948 por la Universidad Cornell con licenciatura en filosofía, física y matemáticas. Dos años después obtuvo la maestría en física de la Universidad Purdue y, algo después, su doctorado en matemáticas por la Universidad de Columbia.
Trabajó como físico en Bell Aircraft Corporation, donde investigó en aerodinámica el problema de la reentrada atmosférica. Ha sido profesor de matemáticas en MIT, UCLA y la Universidad Estatal de Oregón, haciendo investigación en el campo de la geometría diferencial y publicando en revistas académicas como Transactions of the American Mathematical Society, Proceedings of the National Academy of Sciences, American Journal of Mathematics, y otras. Se retiró de la vida académica en a 1992.
En paralelo a sus estudios académicos, desarrolló y sigue desarrollando indagaciones filosóficas en los campos de la metafísica y la filosofía de la ciencia, publicando en revistas especializadas como The Thomist y Sophia: The Journal of Traditional Studies.

## Filosofía
Es miembro de la escuela tradicionalista de metafísica, y ha contribuido ampliamente a su crítica de la modernidad, al tiempo que explora los fundamentos filosóficos del método científico y hace hincapié en la idea de devolver la ciencia al marco aristotélico del realismo ontológico tradicional.
Se identifica con la crítica de Alfred North Whitehead sobre el "bifurcacionismo" y el "reduccionismo físico" de cientificismo — es decir, la creencia de que, primero, las propiedades cualitativas de los objetos de la percepción (objetos "corpóreos") son, en última instancia, diferentes de sus propiedades cuantitativas respectivas (los objetos "físicos" que estudian las diversas ciencias); y segundo, que los objetos físicos de hecho son todo lo que hay, lo que significa que los objetos corpóreos se reducen a sus contrapartidas físicas — Smith examina críticamente las raíces cartesianas de la ciencia moderna en su trabajo Cosmos and Transcendence (1984).
Continuando con su crítica del cientifismo en su monografía, The Quantum Enigma (1995), Smith plantea la cuestión de si el método científico depende de hecho de la filosofía cientificista y si, de  no ser así, el hecho de vincularlo a otros marcos filosóficos proporcionaría mejores soluciones a la forma en que se interpretan los fenómenos físicos. Demostrando que ni el método científico ni sus resultados requieren adherirse a una metafísica cientificista, responde negativamente a la primera pregunta, lo que lleva a la conclusión de que se puede vincular el método científico a cualquier ontología subyacente, o a ninguna. Trabajando luego en la segunda pregunta, propone vincular el método científico — y por lo tanto las ciencias modernas — a una metafísica no bifurcacionista y no reduccionista en la forma de una ontología tomista modificada, mostrando cómo tal paso resuelve las aparentes incoherencias de la mecánica cuántica.
De acuerdo con Smith, esta interpretación de la mecánica cuántica permite emplear los conceptos hilemórficos de potencia y acto para comprender adecuadamente la superposición cuántica. Por ejemplo, en lugar de considerar que un fotón es "simultáneamente una onda y una partícula" o "una partícula en dos posiciones distintas", se puede considerar que el fotón (o cualquier otro objeto físico) al principio no existe en acto, sino solo en potencia; es decir, como "materia" en el sentido hilomórfico del término, teniendo el potencial de convertirse en "una onda o una partícula" o "de estar aquí o allá". El hecho de que uno de estos resultados ocurra a esta materia indiferenciada depende de la determinación que le imponga el objeto corpóreo macroscópico que le proporciona su actualización. Un fotón, por lo tanto, no sería más extraño por tener muchos potenciales que, digamos, un individuo que tiene los potenciales "superpuestos" de aprender francés y/o español y/o griego, mientras lee y/o camina y/o estira los brazos. Otra consecuencia de esta interpretación es que un objeto corpóreo y su "objeto físico asociado" dejan de estar dicotomizados o reducidos el uno al otro, sino que, por el contrario, constituyen un conjunto del que se tratan diferentes aspectos según la perspectiva.
La comprensión de Smith de la relación entre objetos corpóreos y físicos se extiende a su interpretación de la biología, donde se ha convertido en un oponente de la evolución darwinista, ya que el elemento fundamental de una especie sería su forma, no su historia causal, la cual los evolucionistas defienden. Esto le lleva a ser un partidario del diseño inteligente, aunque su propio enfoque hilomórfico no es ampliamente adoptado por los principales teóricos del diseño inteligente (que, como los evolucionistas, también favorecen la historia causal, aunque de forma diferente).[cita requerida]
También se ha posicionado con respecto a la rehabilitación relativista del geocentrismo. No apoya inequívocamente un geocentrismo ptolemaico o medieval, ni afirma que el heliocentrismo sea absolutamente falso. Más bien, argumenta que, de acuerdo con la teoría de la relatividad, tanto el heliocentrismo como el geocentrismo tienen mérito científico, en la medida en que la observación científica depende del marco de referencia del observador. En consecuencia, toda observación realizada desde la Tierra (o desde cualquier satélite cercano a la Tierra) es en efecto geocéntrica.